# Blagovesjtjensk
Blagovesjtjensk (ryska Благове́щенск) är huvudstad och största stad i Amur oblast i Ryssland. Centralorten hade 224 192 invånare i början av 2015, med totalt 229 561 invånare i hela det område som administreras av staden. Blagovesjtjensk är belägen vid floden Amur, som utgör gränsen mot Kina och med staden Heihe på andra sidan. Ortens namn är bildat av det ryska ordet för bebådelse.
Blagovesjtjensk anlades 1856 som en provianteringsbas för ryska trupper vid kosackbyn Stanitsa Ust-Zeiskaja. 1858 erhöll Blagovesjtjensk stadsrättigheter. Stadens näringar var ursprungligen främst spannmåls- och boskapshandel, förutom gruvnäring i de närbelägna guldgruvorna. Senare blev tillverkning av lok och järnvägsvagnar för den närbelägna Transsibiriska järnvägen en viktig industri.

## Kommunikationer
Vägbron Blagovesjtjensk-Heihebron mellan Blagovesjtjensk och Heihe i Kina färdigställdes 2019 och öppnades för reguljär trafik 2022.

## Vänorter
- Heihe, Kina

## Bildgalleri

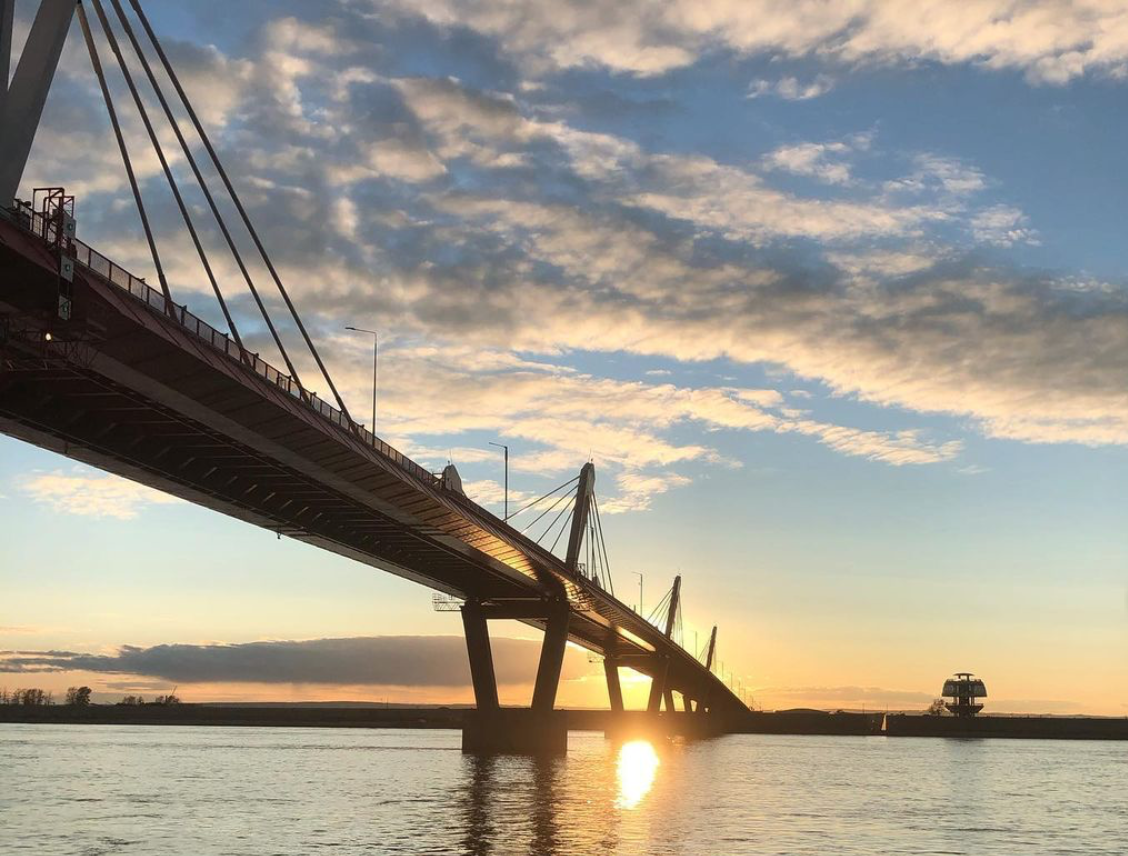
Blagovesjtjensk-Heihebron